# HD 88955
HD 88955 är en ensam stjärna belägen i den norra delen av stjärnbilden Seglet och som också har Bayer-beteckningen q Velorum. Den har en  skenbar magnitud av ca 3,85 och är synlig för blotta ögat där ljusföroreningar ej förekommer. Baserat på parallax enligt Gaia Data Release 2 på ca 32,7 mas, beräknas den befinna sig på ett avstånd på ca 100 ljusår (ca 31 parsek) från solen. Den rör sig bort från solen med en heliocentrisk radialhastighet på ca 7 km/s. Bayesiananalys anger att HD 88955 ingår i Argus Association, en grupp av stjärnor med gemensam egenrörelse, som vanligtvis är förknippade med den öppna stjärnhopen IC 2391.

## Egenskaper
HD 88955 är en blå till vit stjärna i huvudserien av spektralklass A2 V. Den har en massa som är ca 2,2 solmassor, en radie som är ca 2,1 solradier och har ca 23 gånger solens utstrålning av energi från dess fotosfär vid en effektiv temperatur av ca 9 500 K.
En analys av överskott av infraröd strålning från HD 88955, tyder på att en stoftskiva på (3,6 ± 3,0) × 10−7  jordmassor med en medeltemperatur på 138 ± 21 K kretsar kring stjärnan på ett genomsnittligt avstånd av 19,3 ± 5,7 AE.